# NGC 1805
NGC 1805 is een open sterrenhoop in het sterrenbeeld Goudvis. Het hemelobject werd op 24 september 1826 ontdekt door de Schotse astronoom James Dunlop.

## Synoniemen
- ESO 85-SC32